# Francis Pérez Malia
Francisco Jesús Pérez Malia (Cadice, 17 dicembre 1981) è un allenatore di calcio ed ex calciatore spagnolo, di ruolo difensore.

## Palmarès

### Club
- Segunda División (Spagna): 1

Xerez: 2008-2009
- Segunda División B: 2

Racing Santander: 2013-2014 (gruppo 1), 2015-2016 (gruppo 1)